# Древнеегипетская формула подношения

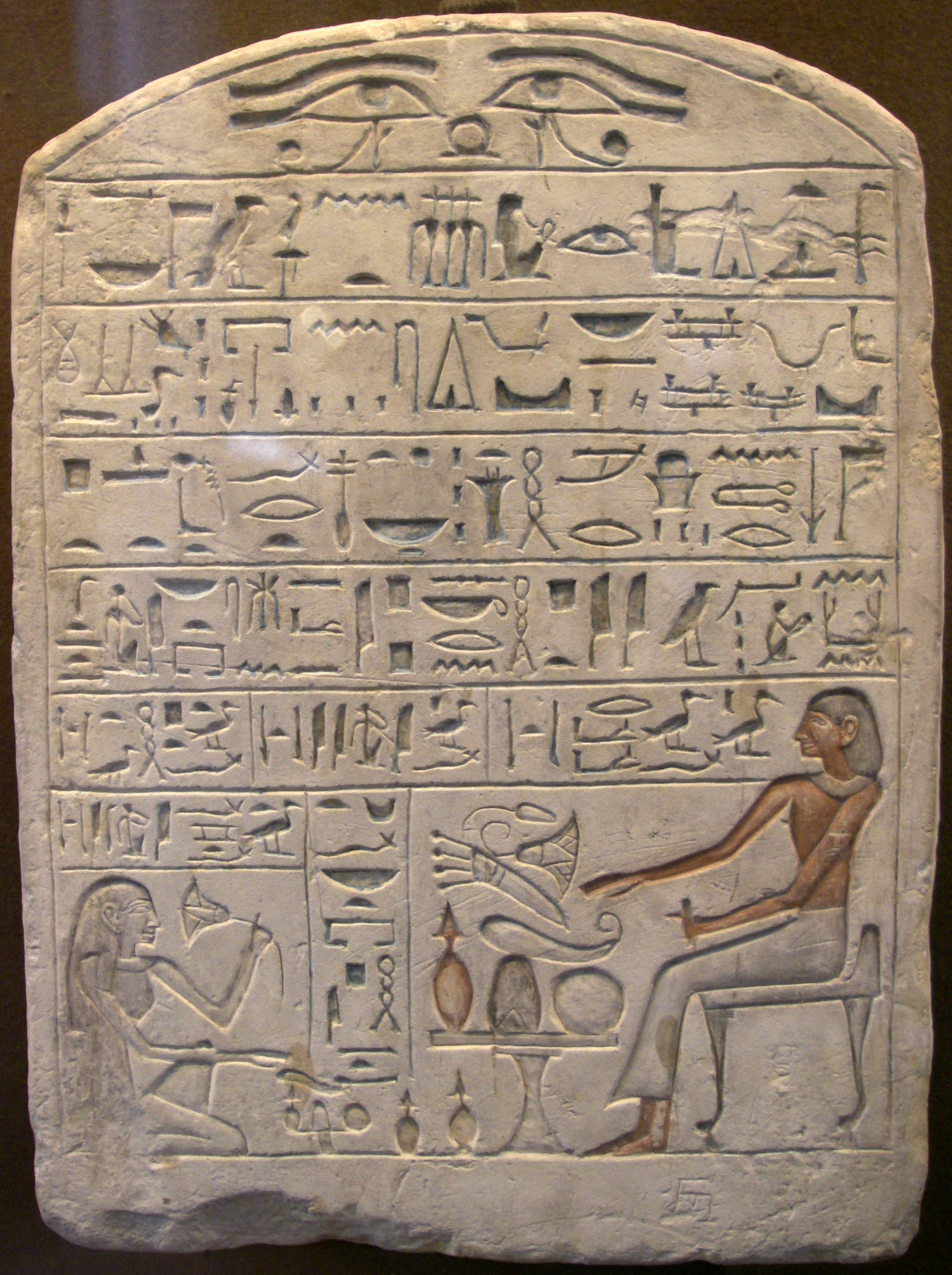
На этой заупокойной стеле начальника гончаров Пепи изображена Формула подношения. Текст формулы начинается с верхней строки и читается справа налево

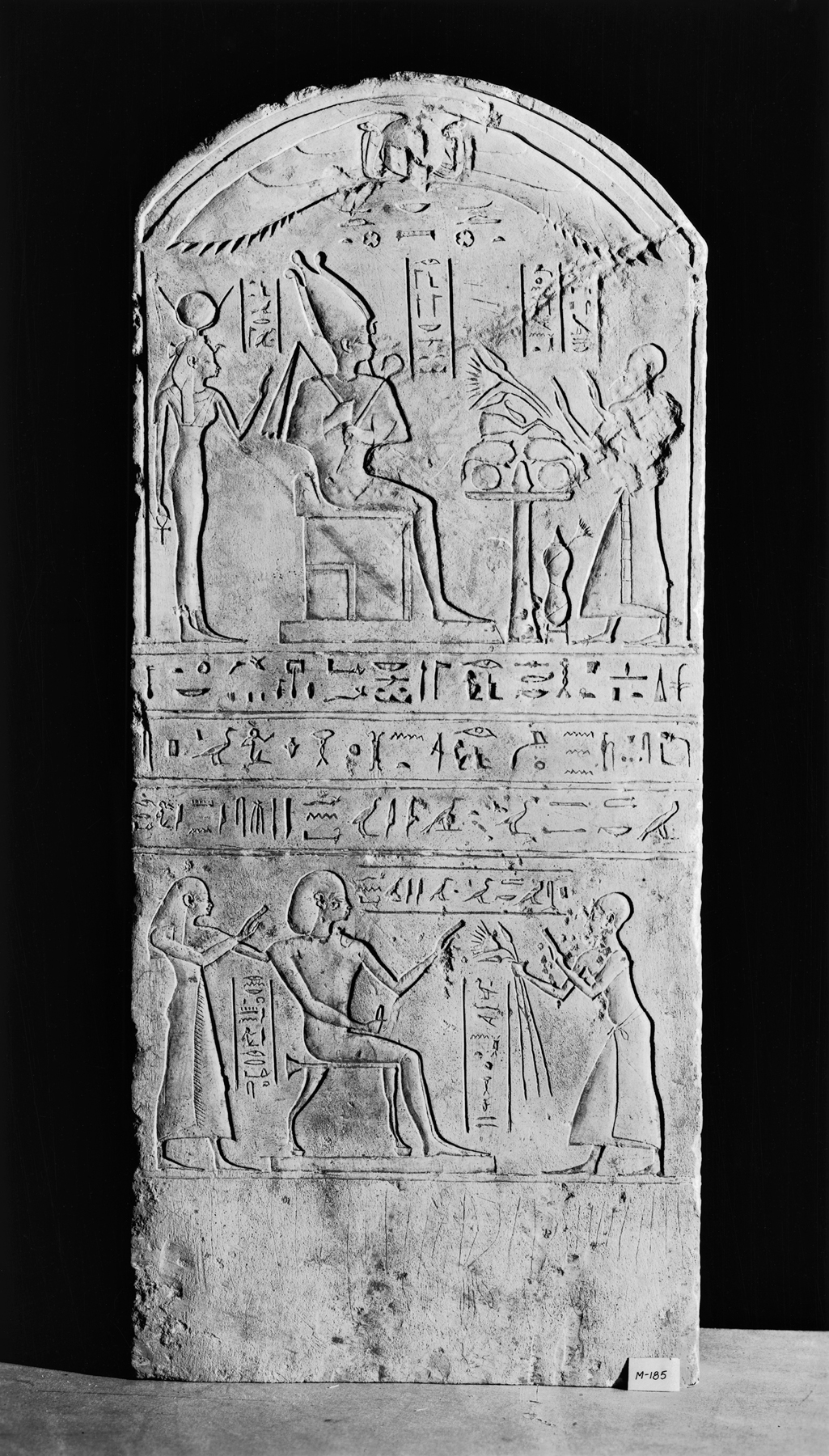
Подношение Осирису и Исиде

Древнеегипетская формула подношения — это формула из определённого набора иероглифов, которая являлась своего рода пожертвованием со стороны усопшего. Формула подношения позволяла усопшему принять участие в жертвоприношениях, предназначенных основным богам, во имя царя. Эти подношения осуществлялись напрямую от членов семьи умершего. Все египетские формулы подношения имеют одну общую основу. Отличаются они лишь именами и титулами богов, которым совершено данное подношение. Ниже приведён пример стандартной формулы подношения:
| M23 | t · R4 | X8 | Q1 | D4 | nb | R11 | w | O49 · t | Z1 | nTr | aA | nb | U23 | b | N26 · O49 |
| D37 · f | O3 | F1 · H1 | V6 | S27 | x | t | nb | t | nfr | t | wab | t | S34 · t | nTr | i | m |
| n · D28 · n | i | F39 · x | i | i | F12 | s | r | t · z | n | A1 | Aa11 · P8 |
ḥtp dỉ nsw wsỉr nb ḏdw, nṯr ˁȝ, nb ȝbḏw
dỉ=f prt-ḫrw t ḥnqt, kȝw ȝpdw, šs mnḥt ḫt nbt nfrt wˁbt ˁnḫt nṯr ỉm
n kȝ n ỉmȝḫy s-n-wsrt, mȝˁ-ḫrw
«Фараон, подношение дарующий Осирису, господину Бусириса, богу великому, господину Абидоса».
«Дарую ему словесное подношение в виде хлеба, пива, скота, птиц, алебастра, одежды (тканей) и всего хорошего и чистого, ибо живёт божество этим».
«Для Ка, почтенного Сенусерта, правдивого голосом».
Чаще всего формулы подношения вырезаны или нарисованы на заупокойных стелах, ложных дверях, саркофагах и некоторых других погребальных объектах. У каждого умершего в формулу вписаны его имя и титулы. Формула подношения не являлась роскошью, доступной только лицам царской семьи, и в отличие от некоторых других религиозных текстов, таких как Литания Ра, её мог использовать каждый, чьи средства позволяли ему купить себе хотя бы один экземпляр.

## Структура формулы подношения
Формула подношения всегда начинается с фразы:
| M23 | t · R4 | X8 |
ḥtp dỉ nsw
Эта фраза пришла из староегипетского языка и, вероятно, означает «Фараон, подношение дарующий». Подношение совершалось через фараона, поскольку он выступал в качестве посредника между простым народом Египта и его богами.
В следующем блоке записывается имя бога мёртвых и несколько его эпитетов. В качестве бога мёртвых чаще всего упоминаются Осирис и Анубис, реже бог Геб или какое-либо иное божество. В этой фразе призывается имя божества:
| Q1 | D4 | nb | R11 | w | O49 · t | Z1 | nTr | aA | nb | U23 | b | N26 · O49 |
wsỉr nb ḏdw, nṯr ˁȝ, nb ȝbḏw
перевод «Осирис, господин Бусириса, бог великий, господин Абидоса». Набор эпитетов «Господин Бусириса», «Бог великий» и «Господин Абидоса» были наиболее распространены; также часто встречались такие эпитеты:
| nb | H6 | nb | G21 | H | H | N5 |
nb ỉmnt nb nḥḥ
что переводится как «Господин Запада, Господин Вечности». Записи с именем Анубиса встречались реже, чем с именем Осириса, у них был следующий вид:
| E15 · R4 | W17 | t | nTr | O21 | D1 | N26 · f |
ỉnpw, ḫnty sḥ nṯr tpy ḏw=f
что означает «Анубис, тот, кто во главе его божественного святилища, тот, кто на горе его».
После списка имён божеств перечисляется список всего того, что приносится в жертву, это так называемое «взывающее подношение» (ḫrt-prw), которому всегда предшествует блок из следующих иероглифов:
| D37 · f | O3 |    или    | X8 | s · n | O3 |
dỉ=f prt-ḫrw        или      dỉ=sn prt-ḫrw
что означает «даёт он (или „дают они“ во втором примере) взывающее (словесное) подношение в виде хлеба и пива». Вся фраза со списком остальных подношений выглядит так:
| D37 · f | O3 | F1 · H1 | V6 | S27 | x · t | nb · t | nfr · t | wab · t | S34 · t | nTr | i | m |
dỉ=f prt-ḫrw t ḥnqt, kȝw ȝpdw, šs mnḥt ḫt nbt nfrt wˁbt ˁnḫt nṯr ỉm
что означает «даёт он взывающее подношение в виде хлеба, пива, скота, птицы, алебастра, одежды (тканей), всего хорошего и чистого, ибо живёт божество этим». Иногда текст в конце списка заменяется фразой:
| x · t | nb · t | nfr · t | wab · t | D37 · t · D37 | p · t · N1 | T14 | G1 | N16 · N21 · Z1 | W25 | n · n · t | V28 | D36 · p · N36 | S34 · t | nTr | i | m |
ḫt nbt nfrt wˁbt ddt pt qmȝ(t) tȝ ỉnnt ḥˁp(ỉ) ˁnḫt nṯr ỉm
что означает «всё хорошее и чистое, дарованное небесами, созданное землёю, принесённое водами Нила, ибо живёт божество этим».
В заключительной части формулы записываются имя и титулы принимающего подношения:
| n · D28 · n | i | F39 · x | i | i | F12 | s | r · t · z · n | A1 | Aa11 · P8 |
n kȝ n ỉmȝḫy s-n-wsrt, mȝˁ-ḫrw
что означает «для души (Ка) почтенного Сенусерта, правдивого голосом».